# Juliusz Małachowski
Pour les articles homonymes, voir Małachowski.
Juliusz Małachowski, armoiries Nałęcz, né en 1801 et décédé le 18 avril 1831 à Kazimierz Dolny, est un  militaire et poète polonais. Fils du général Stanisław Aleksander Małachowski et d'Anna Stadnicka, il est aussi le frère de Gustaw Małachowski  et d'Henryk Małachowski.

## Biographie
Combattant de l'Insurrection de novembre 1830, Juliusz Małachowski sera célèbre grâce à sa bravoure face aux armées impériales russes dans les casernes de la ville de Puławy le 26 février 1831 ainsi que lors de la bataille de Puławy qui s'est déroulée le 3 mars 1831.
Juliusz Małachowski participe aussi avec le général Julian Sierawski, à plusieurs batailles contre le général russe Cyprian Kreutz, tel que la bataille de Wronow, les 17 et 18 mars à la bataille de Kazimierz Dolny, où il perdra la vie contre la cavalerie du général russe Theodor von Rüdiger. Sa dépouille se trouve dans le tombeau familial à Końskie.

## Source
- (pl) Cet article est partiellement ou en totalité issu de l’article de Wikipédia en polonais intitulé « Juliusz Małachowski » (voir la liste des auteurs).